# Il Signore degli Anelli: La battaglia per la Terra di Mezzo
Il Signore degli Anelli: La battaglia per la Terra di Mezzo (The Lord of the Rings: The Battle for Middle-earth) è un videogioco di strategia in tempo reale basato sulla trilogia cinematografica Il Signore degli Anelli e pubblicato da EA Games. Sviluppato con il motore grafico 3D SAGE (evoluzione del precedentemente usato nel videogioco Command & Conquer: Generals).
La traduzione in lingua italiana si avvale delle voci di quasi tutti i doppiatori della trilogia cinematografica.

## Sistema e modalità di gioco
La battaglia per la Terra di Mezzo nella meccanica di gioco assomiglia molto a Command & Conquer: Generals, quindi la maggior parte delle missioni cominciano con la costruzione di castelli, infrastrutture e difese, per poi lasciare ampio spazio all'azione e agli scontri, rievocando le battaglie viste nei film. Oltre a queste, molte missioni saranno incentrate sulla capacità di mantenere in vita gli eroi, come nelle miniere di Moria, dove la Compagnia dovrà sopravvivere a tutti gli attacchi del nemico, Balrog compreso.
Come per Command & Conquer sarà possibile utilizzare sia gli eserciti del bene, in questo caso umani ed elfi, e sia quelli del male, con le truppe di Saruman e Mordor, lasciando così al giocatore anche la libertà di decidere il destino della Terra di Mezzo.
Sono presenti inoltre modalità di gioco schermaglia, LAN e tramite Internet.

### Gli Eroi
Un ruolo molto importante è quello degli eroi. Le loro forza ed abilità li rende praticamente indispensabili per completare il gioco, specialmente nelle fasi finali, dove colpi particolarmente potenti possono annientare interi plotoni o strutture dei nemici.
All'inizio il loro potere è limitato a qualche colpo più efficace di altri personaggi comuni, però accumulando esperienza ed aumentando di livello, che avviene eliminando un numero sempre maggiore di avversari, si sbloccheranno altri colpi o poteri, sempre più letali e utili al completamento delle missioni.
Gandalf, ad esempio, a livello 1 può lanciare l'incantesimo Forza d'urto che fa sbalzare in aria un discreto numero di avversari, ma già al livello di esperienza successivo può utilizzare un colpo speciale che spara fulmini con la spada, creando già danni di buona entità. Infine a livello 10, con la Parola del potere, potrà uccidere qualsiasi nemico presente entro una certa distanza da lui.
Aragorn invece punta quasi tutto sulla forza, potendo aumentare temporaneamente del 100% il danno o recuperando parte dell'energia persa in battaglia.
A livello 5 dispone del potere Corona del re, che fa aumentare del 100% la velocità di accumulo esperienza e del 50% la corazza ai soldati che gli combattono vicino, e questo potere una volta raggiunto risulta sempre attivo.
Per ultimo, a livello 10 sarà in grado di evocare un battaglione di non morti comandabili a piacimento per un certo periodo di tempo.
L'esercito del bene ha a disposizione un numero superiore di eroi rispetto alla controparte del male.
Qui sotto sono elencati i vari eroi utilizzabili nella modalità schermaglia.

### Eroi del Bene
Rohan
- Théoden
- Éomer
- Éowyn
- Merry
- Aragorn (quando viene creato è già al livello 5)
- Legolas
- Gimli
- Barbalbero (quando viene creato è già al livello 10, addestrabile solo nell'Entaconsulta)

Gondor
- Gandalf (quando viene creato è già al livello 5)
- Pipino
- Boromir
- Faramir

### Eroi del Male
Isengard
- Saruman
- Lurtz

Mordor
- Re Stregone (quando viene creato è già al livello 10)
- Nazgûl (quando viene creato è già al livello 10)
- Gollum (ha il livello limitato a 1)

### Altri
- Frodo e Sam si possono utilizzare soltanto in alcuni livelli della modalità Campagna del Bene (Moria, Lothlórien, Amon Hen, Ithilien del Nord entrambi e nella Tana di Shelob solo Sam).
- Shelob si può utilizzare soltanto nella Campagna del Male (livello di Cirith Ungol).

### Eserciti
Nel gioco è possibile prendere il controllo di 4 fazioni diverse: Rohan e Gondor per le forze del Bene, Isengard e Mordor per quelle del Male.
Come per gli eroi, anche le semplici truppe vedranno aumentare il loro potere e forza con il passare del tempo, eliminando avversari o ricevendo esperienza combattendo vicino ad uno specifico eroe. Il loro rendimento è anche soggetto alla qualità delle armature ed armi con cui vengono equipaggiati. Per aumentare l'efficacia delle truppe è necessario costruire l'armeria, in grado di realizzare armature pesanti e lame temprate. Più sono efficaci gli equipaggiamenti e più probabilità ha il battaglione di sopravvivere agli attacchi e di avere la meglio sull'avversario.
Ogni esercito dispone di truppe differenti tra loro, balestrieri uruk-hai e raminghi ad esempio in comune hanno solo l'uso delle frecce, ma questi ultimi anche se sono più vulnerabili agli attacchi perché privi di armatura, hanno il vantaggio sia di sapersi mimetizzare tra gli alberi sia di lanciare frecce molto più lontano.

### Ambientazioni
Il gioco è ambientato nella Terra di Mezzo, e riprende le avventure scelte da Peter Jackson, viste nei tre film.

### Punti Bonus e il Palantír
La distruzione di edifici o l'uccisione di unità nemiche, oltre che incrementare il livello di esperienza genera anche un accumulo di un punteggio bonus presente all'interno del Palantír. Raggiunto un determinato punteggio sarà possibile sbloccare dei poteri molto utili in caso di necessità. Da menzionare, oltre ai semplici "ripara costruzione" o "guarigione" (eserciti del bene) sono sicuramente gli "evoca Ent", che con facilità abbattono gli edifici dalla lunga distanza bersagliandoli con dei massi, l'esercito dei non morti, devastanti contro qualsiasi tipo di unità, fino all'incredibile potenza del Balrog che, se sfruttato al massimo delle potenzialità è capace di radere completamente al suolo una base.

## Musiche ed effetti sonori
Le musiche e gli effetti sonori presenti nel gioco sono stati ripresi direttamente dalla trilogia cinematografica sebbene non manchino alcune musiche composte ad hoc per il gioco ma che comunque, chiaramente, grossomodo si rifanno stilisticamente sempre a quelle della trilogia.